# Sănduleni
Sănduleni – wieś w Rumunii, w okręgu Bacău, w gminie Sănduleni. W 2011 roku liczyła 1619 mieszkańców.